# Залесе (Ґраєвський повіт)
Залесе (пол. Zalesie) — село в Польщі, у гміні Вонсош Ґраєвського повіту Підляського воєводства.
Населення — 120 осіб (2011).
У 1975-1998 роках село належало до Ломжинського воєводства.

## Демографія
Демографічна структура станом на 31 березня 2011 року:
|          | Загалом | Допрацездатний вік | Працездатний вік | Постпрацездатний вік |
| -------- | ------- | ------------------ | ---------------- | -------------------- |
| Чоловіки | 59      | 14                 | 38               | 7                    |
| Жінки    | 61      | 19                 | 27               | 15                   |
| Разом    | 120     | 33                 | 65               | 22                   |